# Abraham Roentgen

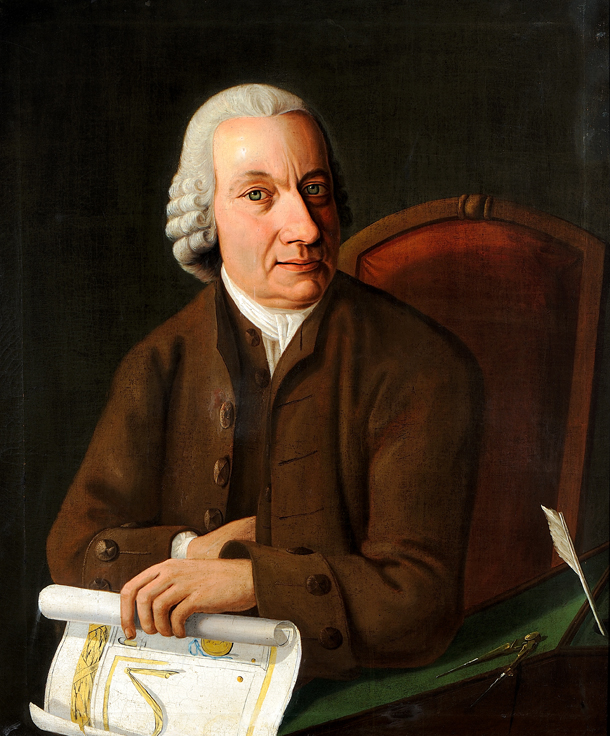
Porträt von Abraham Roentgen (Johannes Juncker, 1751–1817)

Abraham Roentgen (* 30. Januar 1711 Mülheim am Rhein; † 1. März 1793 in Herrnhut) war ein deutscher Ebenist und Kabinettmacher (Möbelschreiner) und Gründer der berühmten Roentgen-Möbelmanufaktur in Neuwied.

## Leben und Werk

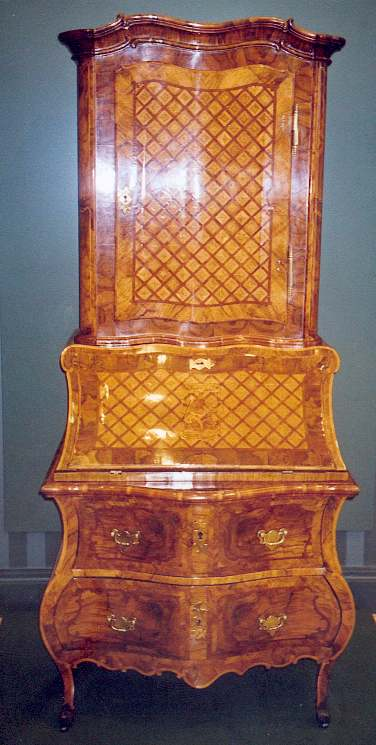
Aufsatzkommode von Abraham Roentgen, um 1750

### Frühe Jahre und Wanderschaft
Abraham Roentgen wurde 1711 in Mülheim (seit 1914 Stadtteil von Köln) als Sohn des aus dem Bergischen Land stammenden „Kistlers“ (Truhen- oder Kistenmacher, d. h. Tischler) Godfried Roentgen (1675/1680–1751) und dessen Ehefrau Elisabeth Hermans (1681–1751) geboren. Nachdem er bei seinem Vater das Tischlerhandwerk erlernt hatte, begab sich Abraham Roentgen im Alter von 20 Jahren als Handwerksgeselle auf Wanderschaft, wie zu jener Zeit üblich. Er arbeitete zuerst für niederländische Möbelschreiner in Den Haag, Rotterdam und Amsterdam, deren Arbeiten stilbildend für das damalige Europa waren. Anschließend reiste Roentgen nach London. Von John Channon, einem der führenden „Cabinetmaker“ seiner Zeit, der in der St. Martins Lane eine große Werkstatt hatte, lernte Roentgen Möbel mit gravierten Messingeinlagen und Marketerie zu verzieren. In London machte Abraham Roentgen 1737 die Bekanntschaft von Nikolaus Ludwig Graf von Zinzendorf, dem Gründer der Herrnhuter Brüdergemeine, einer protestantischen Freikirche. 1738 trat Roentgen den Herrnhutern bei und reiste nach Deutschland zurück.
In London hatte Roentgen wichtige handwerkliche und betriebswirtschaftliche Kenntnisse erworben und es gelernt, mit der Serienfertigung von Modulen Arbeitsvorgänge effektiv zu gestalten. Das Gelernte erwies sich als ausschlaggebend für seine spätere Möbelproduktion. Roentgens Prunkmöbel, obwohl in der rheinischen Tradition verwurzelt, zeichnen sich durch eingelegte Messinglinien und andere Tauschierungen sowie Elfenbein- und Perlmutteinlagen im englischen Stil aus.

### Schloss Marienborn und Herrnhaag
Aus London zurück, arbeitete er in der Werkstatt der Herrnhuter Gemeine auf Schloss Marienborn bei Eckartshausen (Büdingen), das Zinzendorf von den Grafen zu Ysenburg und Büdingen in Marienborn gepachtet hatte, um der Herrnhuter Gemeine die freie Religionsausübung nach dem Büdinger Toleranzedikt zu ermöglichen. Am 18. April 1739 heiratete Abraham Roentgen die sechs Jahre jüngere Herrnhuterin Susanna Maria Bausch. Er zog mit ihr auf den Herrnhaag. Ein Jahr nach der Hochzeit bestieg das Paar das Auswandererschiff John & Mary nach Amerika, Roentgen wollte sich in der englischen Kolonie North Carolina als Prediger und Missionar betätigen. Susanna Maria Roentgen musste wegen Schwangerschaftsbeschwerden in den Niederlanden zurückbleiben, ihr erstes Kind wurde auf Texel tot geboren. Das Schiff kam niemals in Amerika an, sondern geriet vor Irland in Seenot und strandete in Höhe des Bray Head, County Wicklow. Abraham Roentgen wurde gerettet und zog mit seiner Frau in die Siedlung s’ Heerendijk der Brüdergemeine bei der niederländischen Stadt IJsselstein.

1742 kehrte das Ehepaar Roentgen nach Herrnhaag zurück und Abraham eröffnete in der Siedlung der Herrnhuter, die sich noch im Aufbau befand, unter sehr einfachen Bedingungen eine eigene Werkstatt. Am 11. August 1743 wurde sein Sohn David Roentgen geboren, der sein Werk nicht nur fortführen, sondern später zu besonderer Kunstfertigkeit erheben sollte. Von Herrnhaag aus belieferte Abraham Roentgen die umliegenden Adelshäuser mit Möbeln, die nach den Prinzipien der Herrnhuter in höchster Qualität zu einem gerechten Preis gefertigt wurden:

„Es soll ein jeder Bruder und Schwester in ihrem Beruf und Hantierung ordentlich sein und nach der Gnade, die sie empfangen, in allem gerecht und brüderlich handeln, damit durch einen gewinnsüchtigen Lohn ihrer Arbeit oder durch teure Verkaufung der Waren die Bruderliebe nicht aus dem Herzen falle.“

Einer der wichtigsten Kunden war Graf Ernst Casimir zu Ysenburg und Büdingen in Büdingen. Roentgen beschickte aber auch die Frankfurter Messe, wo er bald Kunden aus dem Adel und dem gehobenen Bürgertum gewinnen konnte, u. a. erwarb Goethes Vater Johann Caspar mehrere Sitzmöbel und Tische für sein neu erbautes Wohnhaus in Frankfurt am Main, Großer Hirschgraben 23.

### Neuwied

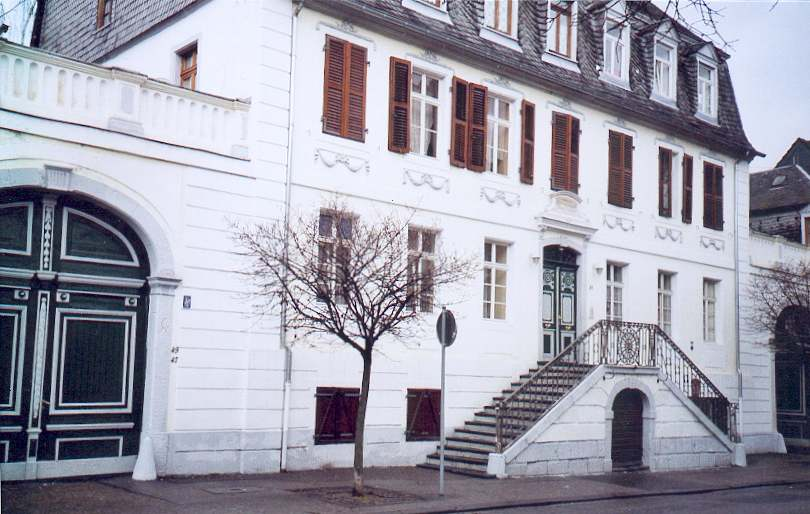
Roentgenhaus in Neuwied, Pfarrstraße

Nach dem Tod des Grafen Ernst Casimir 1749 wies sein Sohn und Nachfolger Graf Gustav Friedrich (* 1715; † 1768) 1750 die Herrnhuter aus dem Isenburger Land. 41 Herrnhuter, darunter die Familie Roentgen, zogen auf Einladung des religiös toleranten Grafen Friedrich Alexander zu Wied-Neuwied in die erst 100 Jahre zuvor gegründete Stadt Neuwied.
Abraham Roentgen bezog im Oktober 1750 eine Werkstatt im neu erbauten bzw. noch im Bau befindlichen Herrnhuter Viertel in der Pfarrstraße (gegenüber dem heutigen Roentgenhaus, das Gebäude ist nicht mehr erhalten). Graf Friedrich Alexander befreite Roentgen vom Zunftzwang. Anders als zünftige Handwerker durfte Roentgen deshalb eine beliebige Zahl von Mitarbeitern einstellen, die fortan stark arbeitsteilig in einem Manufaktursystem arbeiteten. Zugleich schrieb der Landesherr zum Schutz der eingesessenen Handwerker vor, dass Roentgen seine Möbel nicht an Neuwieder Bürger verkaufen durfte. Diese speziellen Bedingungen führten einerseits zu einer hohen Produktivität, zwangen Roentgen andererseits aber dazu, weiter entfernte Absatzmärkte zu erschließen. Dabei halfen die weitreichenden Verbindungen der Brüdergemeinde auch in adlige Kreise.
In Neuwied entstanden in den Folgejahren kunstfertige Rokoko-Möbel in technischer Vollendung für die Häuser Schönborn, Walderdorff und Wied sowie den auf dem Ehrenbreitstein zeitweilig residierenden Trierer Kurfürsten. Kostbare Ausstattung, meisterhafte Verarbeitung und raffinierte Mechanismen machten die Möbelstücke aus Neuwied bald zu begehrten und hochbezahlten Luxuswaren. Der Kundenkreis dehnte sich auf Königs- und Fürstenhäuser in ganz Europa aus. 1763/64 baute Abraham Roentgen ein neues, repräsentatives Wohnhaus mit Werkstatt im klassizistischen Stil in der Pfarrstraße. Zu seinen Lehrlingen in jener Zeit zählte der Handschuhsheimer Johann Michael Rummer.
Der Siebenjährige Krieg (1756–1763) ließ den Verkauf von Luxusmöbeln stagnieren, und es liefen Schulden auf. Roentgen wandte sich um Unterstützung an die Brüdergemeine, die jedoch eine Bürgschaft ablehnte. Am 18. April 1764 erwarb Roentgen das Bürgerrecht der Stadt Neuwied. Ab 1766 kam es zu weiteren Spannungen mit den Vorstehern der Herrnhuter Brüdergemeine, das Zerwürfnis vertiefte sich. Ursache dafür war ein gewisser weltmännischer Lebensstil, den sich die Familie Roentgen durch den Umgang mit ihren prominenten Kunden zugelegt hatte, und der der introvertierten Religionsgemeinschaft suspekt war.
Es folgten weitere wirtschaftliche Schwierigkeiten, da der Verkauf von Roentgen-Möbeln stockte. Die Gründe waren die wirtschaftliche Rezession in Europa nach dem Ende des Siebenjährigen Krieges, aber auch der Stilwandel von Rokoko zum Klassizismus. Roentgen trug sich mit dem Gedanken, den Betrieb zu verkleinern und einen Teil der Aufträge der Schreinerwerkstatt der Brüdergemeine zukommen zu lassen. Auf Drängen seines Sohnes David entschloss er sich aber, stattdessen einen Teil der Lagerbestände bei einer Lotterie in Hamburg zu veräußern, damals eine unter Geschäftsleuten durchaus verbreitete Maßnahme zur Liquiditätserhöhung. Auf 715 Lose zu je drei Dukaten, ein damals recht hoher Preis, entfielen 100 Gewinne, von der kleinen Schatulle bis zum Hauptgewinn, einem großen Schreibschrank. Sie verschaffte dem Unternehmen eine vorläufige finanzielle Entlastung. Zudem machte die Lotterie mit ihrer hohen Öffentlichkeitswirkung Roentgens Namen weithin bekannt. Das führte zum endgültigen Bruch mit den zurückhaltend lebenden Herrnhutern. Abraham Roentgen überließ nun die Geschäfte mehr und mehr seinem Sohn David. Damit einher ging ein Stilwandel mit der Abkehr von den schweren, überladenen Rokoko-Möbeln hin zu leichteren, eher klassizistischen Formen in raffinierter Schlichtheit.
1772, im Alter von 61 Jahren, übergab Abraham Roentgen das Unternehmen gänzlich an seinen ältesten Sohn David, arbeitete jedoch noch eine Zeit lang im Betrieb mit. 1776 starb seine Frau Susanna Maria. Abraham Roentgen zog 1784 in das Chorhaus der Witwer in Herrnhut, wo er am 1. März 1793 starb. Er ist auf dem Herrnhuter Gottesacker (Herrnhut, Berthelsdorfer Allee) begraben.

## Würdigung
Die Untersuchung und Würdigung der kunsthandwerklichen Leistung Abraham Roentgens ist in der Forschung bislang wenig verbreitet. Es überwiegt die gemeinsame Betrachtung von Abraham und David Roentgen und somit der Werkstattgedanke. Einen ersten, nennenswerten Versuch, den kollektivistischen Ansatz um die Einzeluntersuchung von Abraham-Roentgen-Möbeln zu ergänzen, stellen die Publikationen von Manuel Mayer dar.

## Roentgen-Möbel in Sammlungen

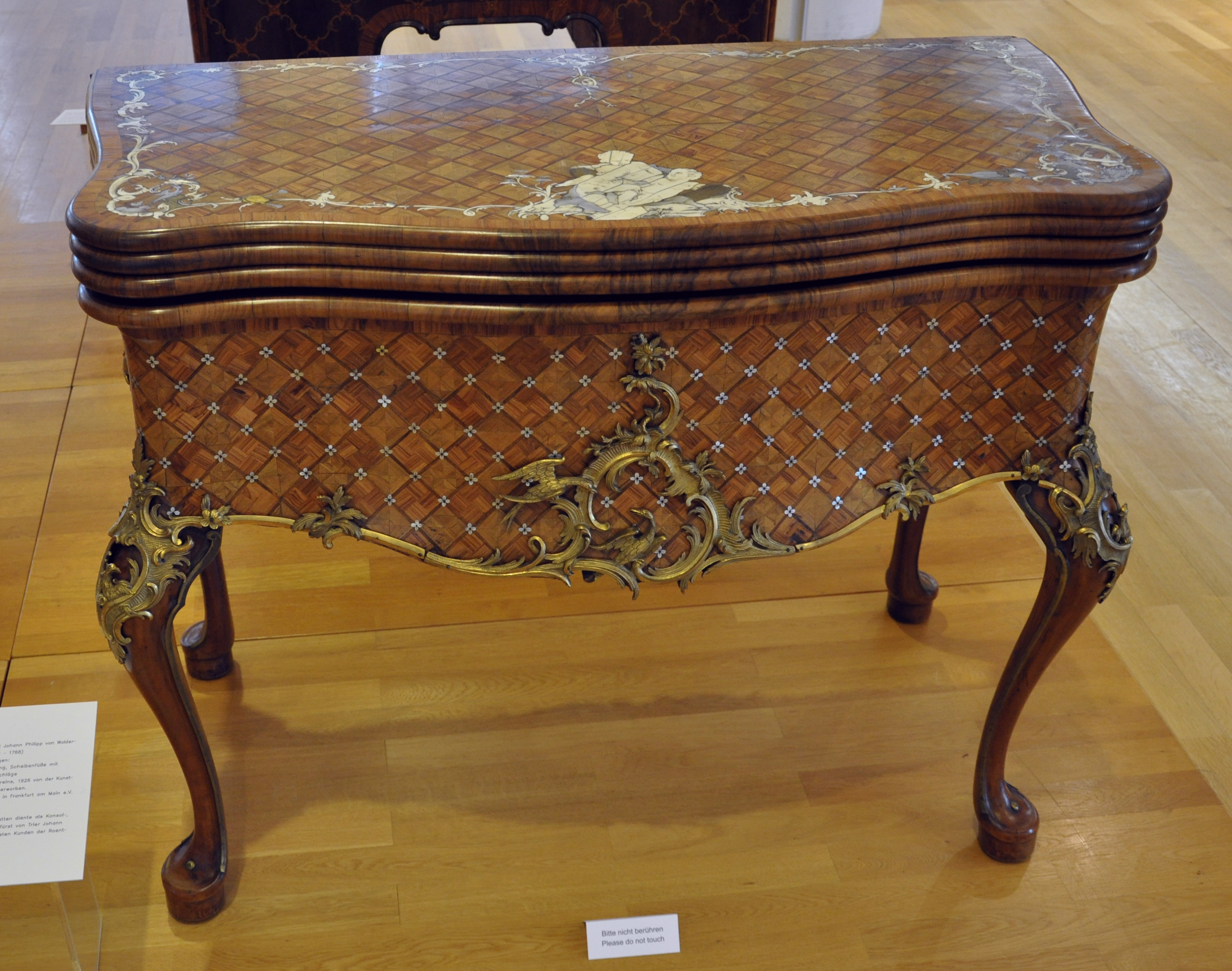
Verwandlungstisch von Abraham Roentgen für Kurfürst Johann Philipp von Walderdorff; um 1760

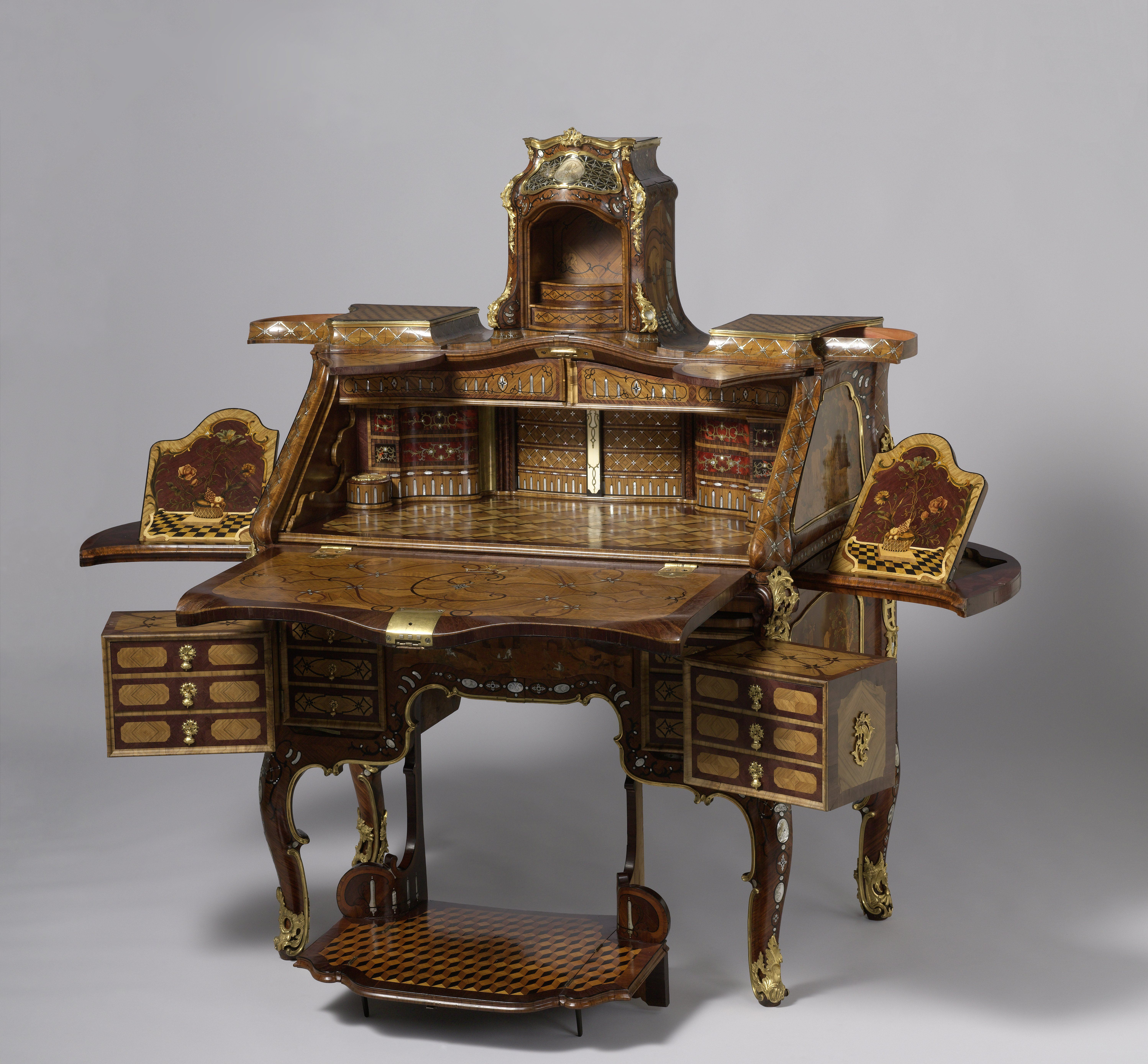
Verwandlungs-Schreibschrank von Abraham Roentgen, um 1760, Rijksmuseum Amsterdam

Aus der Roentgen-Werkstatt stammen mehrere Hundert Möbel und Schatullen sowie Uhren und Spielautomaten in Zusammenarbeit mit Peter Kinzing. Wegen des zur Entstehungszeit schon hohen Wertes der Stücke sind viele davon noch in Schlössern, Museen und Privatsammlungen erhalten, jedoch mittlerweile über die ganze Welt verstreut. Roentgenmöbel sind u. a. in folgenden Museen zu besichtigen:
- Roentgen-Museum Neuwied, Raiffeisenplatz 1a (früher: Kreismuseum Neuwied), mit einer umfangreichen Sammlung von Möbeln von Abraham und David Roentgen aus allen Schaffensperioden, u. a. eine Haustür und zwei Rokoko-Kommoden von Abraham Roentgen, die sog. Apollouhr für Katharina II., Schreibschränke, Verwandlungs- und Salontische, Schatullen, Uhren und Sitzmöbel
- Metropolitan Museum of Art (New York City): Kommode aus dem Besitz von Ludwig XVI., Teeschatulle und Standuhr mit Einlegearbeiten aus der Roentgen-Werkstatt
- Museum für angewandte Kunst (Wien): Pultschreibschrank für Prinz Karl Alexander von Lothringen und Kunstschrank mit Uhr von Peter Kinzing
- Germanisches Nationalmuseum (Nürnberg): Ständerschreibtisch mit Intarsien
- Kunstgewerbemuseum Berlin: Neuwieder Kabinett, Pultschreibschrank für Friedrich Wilhelm II. (Preußen) (1777/79)
- Museum Angewandte Kunst (Frankfurt am Main): Schreib- und Verwandlungstische
- Eremitage (Sankt Petersburg): Klappschreibtisch (sogenanntes Apollo-Bureau) sowie ein Pultschreibtisch für Katharina II.
- Rijksmuseum Amsterdam: Schreibbureau für Johann IX. Philipp von Walderdorff, Kurfürst von Trier
- Musée des arts et métiers (Paris): Mechanischer Musikautomat (Cembalospielerin)  für Marie-Antoinette, Mechanik von Peter Kinzing
- Louvre (Paris): Rollschreibtisch für Ludwig XVI. und Schmuckschatulle
- Victoria and Albert Museum (London): Schreibtisch von Abraham Roentgen,  ovaler Tisch von David Roentgen, Schreibschrank mit Marketerien und Bronzebeschlägen